# Beringius
Beringius é um gênero de gastrópodes pertencente a família Buccinidae.

## Espécies
- Beringius aleuticus Dall, 1895
- Beringius behringii (Middendorff, 1848)
- Beringius bogasoni Warén & S. M. Smith, 2006
- Beringius crebricostatus (Dall, 1877)
- Beringius eyerdami A. G. Smith, 1959
- Beringius indentatus Dall, 1919
- Beringius kennicottii (Dall, 1871)
- Beringius marshalli Dall, 1919
- Beringius polynematicus Pilsbry, 1907
- Beringius stimpsoni (Gould, 1860)
- Beringius turtoni (Bean, 1834)
- Beringius undatus Dall, 1919